# Luchthaven Victoria Falls
Luchthaven Victoria Falls is een internationale luchthaven nabij de Victoriawatervallen en de stad Victoria Falls in Zimbabwe.
In 2014/2015 is voor 150 miljoen US dollar de luchthaven gerenoveerd en het luchthavengebouw uitgebreid. Het geld werd geleend door de Export–Import Bank of China.
Er wordt op de luchthaven gevlogen door zowel binnenlandse als buitenlandse luchtvaartmaatschappijen waaronder Air Namibia, Air Zimbabwe, Ethiopian Airlines, Kenya Airways en South African Airways.